# Karpówka (wieś w województwie mazowieckim)
Karpówka – wieś w Polsce położona w województwie mazowieckim, w powiecie radomskim, w gminie Pionki.
Wieś wchodzi w skład sołectwa Jaśce.
W latach 1945–1975 miejscowość administracyjnie należała do województwa kieleckiego, a następnie W latach 1975–1998 do województwa radomskiego.
Wierni Kościoła rzymskokatolickiego należą do parafii św. Mikołaja i św. Małgorzaty w Jedlni.